# Аурел Мунтяну
Аурел Драгош Мунтяну (рум. Aurel Dragoş Munteanu; 16 січня 1942, Лепушна, Молдова — 30 травня 2005, Нью-Йорк, США) — румунський прозаїк, есеїст та дипломат. Постійний представник Румунії при Організації Об'єднаних Націй (1990—1992).

## Життєпис
Народився 16 січня 1942 року в Лепушна, повіт Лепушна, Румунія, нині Молдова. Мунтяну обіймав різні посади посла Румунії в США, посла Румунії в ООН і президента Ради Безпеки ООН. 9 лютого 1990 року Мунтяну був звільнений з посади президента Румунського радіоканалу, а 23 лютого 1990 року він був призначений послом і Постійний представник Румунії при Організації Об'єднаних Націй.
30 травня 2005 року помер у Нью-Йорку. Похований у Вашингтоні.